# Dyslexie
Pour la police de caractères, voir Dyslexie (police de caractères).
 Mise en garde médicale
La dyslexie est un trouble de la lecture et de l'écriture spécifique et durable qui apparaît chez l'enfant et l'adolescent (certains auteurs l'appellent aussi dyslexie développementale). Le trouble peut se traduire à divers degrés par des difficultés à épeler les mots, lire vite, écrire, lire à voix haute ou bien comprendre ce qui est lu. La dyslexie est reconnue comme un trouble spécifique du langage et des apprentissages (abrégé TSLA), un trouble spécifique des apprentissages avec déficit en lecture et trouble dys. On parle de dyslexie pour distinguer le trouble de la lecture en général et plus récemment un trouble spécifique de l'apprentissage de la lecture qui tend à être rapporté à une cause physiologique.
La dyslexie est un trouble dont les causes ne sont pas suffisamment éclaircies et qui fait l'objet de nombreuses études et débats. Dans ce contexte, définir et diagnostiquer précisément la dyslexie reste un sujet de controverse. La dyslexie est définie à la fois par des résultats à des tests de lecture comparés aux normes (points de vue psychométrique et cognitif) et par des critères médicaux (diagnostic), comme un trouble spécifique qui exclut les causes d'origine uniquement sensorielle (problème de vue ou d'audition), uniquement contextuelle (sociale) ou uniquement psychologique (affective). Des études en neurosciences font l'hypothèse d'un trouble neurologique spécifique, dont l'origine génétique est discutée.
Le diagnostic, d'ordre médical, se fait selon les critères précis des classements de référence que sont la classification internationale des maladies (CIM) et le manuel diagnostique et statistique des troubles mentaux (DSM) (voir paragraphe diagnostic).
La compréhension des mécanismes en cause dans la, ou les, dyslexie(s), a beaucoup évolué grâce à l'imagerie cérébrale qui a mis en évidence des corrélations avec l'utilisation de différentes aires cérébrales à la lecture, notamment moindres que celles impliquées dans le langage, mais aussi accrue d'autres aires (voir paragraphe mécanismes).
Enfin, la prise en charge peut prendre différents aspects en fonction de la spécificité de chaque cas qui doit être évalué par un bilan pluridisciplinaire (voir le paragraphe prise en charge). Les solutions ensuite proposées à ces troubles de l'apprentissage de la lecture doivent être adaptées à chaque cas particulier ; la prise en charge ne se limite pas à la définition exclusive d'« une organisation cérébrale différente » comme elle est établie par l’association Dyslexie suisse romande, qui précise « qui existe donc "dès la naissance" ».[pas clair]

## Présentation contextuelle

### Troubles durables et spécifiques du développement, les troubles en dys-
La dyslexie fait partie des troubles spécifiques durables de l’acquisition communément appelés « dys- » : la dysphasie (du langage oral), la dyscalculie (du calcul) et la dyspraxie (du développement des coordinations et praxies). Les troubles spécifiques et durables des apprentissages (dys-) sont spécifiques car ils affectent un seul secteur de la cognition, et ne sont pas des troubles cognitifs ou intellectuels généraux. Ces troubles spécifiques ont pour particularité que, « on ne peut leur assigner, en l'état actuel des connaissances, une cause organique, psychiatrique ou sociologique ». Leurs causes restent largement débattues (voir ci-dessous).
Parmi ces troubles d'apprentissage, la dyslexie est celui qui est le plus souvent diagnostiqué.

### Handicap
En France, dès 1990, est reconnu dans une note de service un nouveau handicap : la dyslexie, et les recommandations se portent immédiatement sur une prise en charge multi-disciplinaire, afin d’éviter « une forme de ségrégation » de ces enfants en difficulté aux « capacités intellectuelles réelles ».
La dyslexie est reconnue comme un handicap par l'OMS depuis 1993.
L'OMS avait depuis les années 1980 développé une approche environnementale du handicap. Contrairement à l'approche médicale du handicap qui prévaut jusque dans les années 1970 et qui désigne une déficience de l'individu, l'approche environnementale [réf. nécessaire] est définie ainsi : « Le dyslexique est ainsi reconnu handicapé par un rapport plus difficile au langage qui le défavorise, mais sans présomption de cause. Il peut s'agir d'une défaillance physiologique aussi bien que d'un décalage fonctionnel, un mode de fonctionnement alternatif qui ne serait défavorable à l'individu que par l'effet du contexte culturel prédominant. »[réf. nécessaire]

### Épidémiologie
Cette difficulté d'apprentissage de la lecture est relative à la scolarité, voire à l'éducation et la pédagogie, mais en tant que trouble spécifique de l'individu elle se rapporte aussi à la psychologie et la médecine qui la répertorient et la définissent dans leurs classements : CIM, DSM. Si « la cause exacte de la dyslexie n’est pas encore connue » on dépiste néanmoins un trouble dont « l’origine est neurologique et la cause génétique » car certains chercheurs affirment l’existence d'une origine biologique, même si des doutes sont émis, certains allant jusqu'à affirmer que la dyslexie, comme trouble cognitif spécifique, n'existe pas.
Les critères de définition, d'inclusion ou d'exclusion restent discutés. Si on parle de 8 à 12 % de la population mondiale touchée selon l'OMS, le rapport d'expertise de l'INSERM en 2007 indique que la prévalence du trouble ne fait pas l'objet de consensus car « les critères peuvent varier d’un auteur à l’autre et les seuils également ». « Si le choix se porte sur 1 écart type, dans une distribution normale on trouve 16 % d’individus sous le seuil. Si on choisit 2 écarts-types (comme proposé par la classification internationale CIM-10), on n’en trouve plus que 2,5 % ».
En France, on estime néanmoins que « les élèves qui présentent des difficultés de lecture et d'orthographe, dues à un trouble de la reconnaissance des mots, appelés dyslexiques et dysorthographiques, sont estimés à environ 5 à 8 % de la population scolarisée. » « Il est important de distinguer parmi les enfants faibles lecteurs ceux qui présentent de simples difficultés de lecture (retard simple) et ceux dont les faibles compétences en lecture résultent d'un trouble cognitif (les enfants dyslexiques). »

### Évolution des critères
L'histoire du trouble attribue la première description à l’ophtalmologiste Allemand Oswald Berkhan, en 1881, et la dénomination à Rudolf Berlin, en 1887, mais sa formalisation date seulement de 1991 quand l'Organisation mondiale de la santé reconnaît la spécificité d'un trouble du développement des acquisitions scolaires et le classe parmi les handicaps.
Entretemps, en 1929, le neurologue Samuel T. Orton distingue des dyslexies acquises à la suite d'une lésion cérébrale, chez des personnes qui lisaient tout à fait normalement avant cette atteinte du système nerveux central. Appelé aussi alexie, ce cas neurologique est alors distingué des autres dyslexies liées à l'apprentissage, et dites « développementales ».
Décrit par Pringle et Morgan dès 1896, ce trouble de l'apprentissage est d'abord non exclusif et inclut toutes les causes comme le précise encore Krik en 1963 ; mais à la recherche d'une singularité spécifique, on distingue « un ensemble de difficultés des apprentissages qui ne peuvent être attribuées ni à un retard intellectuel, ni à un handicap physique, ni à des conditions adverses de l’environnement. ».
Cette spécificité dont l'attribution à la génétique est très débattue trouve néanmoins un écho physiologique observable en Imagerie cérébrale depuis les années 1990, par exemple par IRM fonctionnelle, « l’activité cérébrale de 144 enfants, dyslexiques et témoins, réalisant des tâches liées à la lecture ». Les enfants témoins activent des aires précises du cortex gauche, ainsi qu’une zone frontale impliquée dans le langage, là aussi à gauche. Les dyslexiques « compensent » la moindre activité de ces zones en utilisant des régions plus ou moins symétriques de l’hémisphère droit, et s’appuient beaucoup plus sur les aires frontales des deux côtés.

### Rôle du contexte
Certains facteurs environnementaux influencent les taux de dyslexie. Ces facteurs sont notamment l’origine sociale et l’environnement linguistique.
L'environnement linguistique désigne notamment la langue parlée, car les langues à plus forte transparence orthographique sont moins handicapantes. Les enfants dyslexiques qui doivent maîtriser des langues transparentes comme l'italien ou l'espagnol lisent le plus souvent sans erreur ; leur trouble se manifeste essentiellement par une lenteur de lecture [réf. nécessaire]. Au contraire, les erreurs de lecture (déformation des mots, décodage partiel) sont fréquentes dans les langues à l'orthographe opaque comme l'anglais ou le français. Dans ces langues, le trouble affecte à la fois la qualité (exactitude) et le temps de lecture.
On définit ainsi un trouble de l'apprentissage dont les mécanismes seraient internes, physiologiques, cognitifs, mais qui restent néanmoins sensibles à l'environnement. La synthèse du rapport de l'INSERM le précise ainsi :
« Même si la définition de ces troubles dans les classifications exclut une origine culturelle, sociale, économique, pédagogique ou psychologique, cela ne signifie pas pour autant que ces facteurs ne jouent pas un rôle. »

## Diagnostic
L'OMS classe la dyslexie parmi les handicaps et les maladies en général (par le CIM), mais une déficience cognitive directement identifiable sans passer par les effets constatés reste insaisissable par les chercheurs. Alors on propose 3 critères de définitions :
- critère de « discordance » (discrepancy) entre les difficultés à des épreuves liées au trouble en question et les bonnes performances à d’autres épreuves cognitives ;
- critère d’exclusion : les troubles ne doivent pas avoir comme cause primaire ni un retard global, ni un handicap sensoriel, ni un environnement défavorable (pédagogie inadaptée, niveau socioculturel insuffisant, diversité linguistique), ni troubles mentaux avérés ;
- le trouble est dû à des facteurs intrinsèques à l’enfant (ce point dérive directement des deux précédents et met l’accent sur l’origine neurobiologique des troubles).

### Bilan pluridisciplinaire
Diagnostiquer « c'est identifier le trouble, en précisant le caractère spécifique et la sévérité de celui-ci. Le diagnostic pluridisciplinaire s'appuie sur un bilan médical, orthophonique et (neuro) psychologique ».
La Fédération française des Dys précise que « compte tenu de la difficulté de poser un diagnostic, la composition d’équipes plurielles permet de bénéficier de regards croisés et d’une complémentarité des approches pour considérer l’enfant dans sa globalité ».
De son côté, l'INPES explique ainsi que « La démarche diagnostique s’appuie sur un bilan complet à la recherche de troubles « dys », mais aussi de troubles auditifs, visuels, etc. Ce bilan sert également à préciser la nature et l’intensité du trouble. Enfin, il va permettre d’élaborer un projet d’accompagnement ».
Le diagnostic de dyslexie suppose donc un bilan pluridisciplinaire (médecin, psychologue, orthophoniste) qui permet d'éliminer d'autres causes possibles des difficultés rencontrées (diagnostic différentiel). Ce bilan vise également à caractériser le degré de sévérité du trouble (associations d'autres types de déficits ou comorbidités) et à cerner le profil cognitif de l'enfant (déficits cognitifs associés ou processus préservés). Ce bilan pluridisciplinaire doit enfin conduire à proposer des réponses adaptées aux besoins de l'enfant en termes d'aménagements scolaires, de prise en charge éducative et de remédiation personnalisée.

### Selon les références médicales
La dyslexie apparaît dans la classification internationale des maladies (CIM) de l'OMS en 1994, et dans le manuel diagnostique et statistique des troubles mentaux (DSM) de l'American Psychiatric Association. Ces approches médicales visent à identifier et à différencier les troubles les uns des autres mais le CIM-10 rend le trouble spécifique de la lecture « prédominant par rapport à tous les autres troubles de l'apprentissage, comme la dyscalculie, tandis que le DSM-IV permet de porter plusieurs diagnostics. »
Ainsi les critères exacts sont formulés différemment selon les sources et les dates alors que la dénomination même évolue. La CIM parle de dyslexie et autres troubles de la fonction symbolique, et « le DSM-5 utilise le terme de « trouble d’apprentissage » en considérant qu’il appartient à la fois au domaine de l’éducation et de la psychologie. »

#### Évolutions et critiques
Sur le terrain elles sont souvent ignorées et des scientifiques visent à utiliser des critères plus intrinsèques. Des critères, d'origine neurobiologique, ont été ajoutés par certains à leur définition, voire héréditaires,, même si cela est discutable pour d'autres.
Le rapport de l'INSERM de 2007 conclut à un certain accord de définition mais des critères et des interprétations variables, et précise qu'« il existe une grande diversité de théories explicatives de la dyslexie … due à plusieurs facteurs :
- il existe sans doute plusieurs causes distinctes de la dyslexie, et donc plus d’une théorie pourrait être correcte, chacune pour un sous-ensemble de la population dyslexique … ;
- la présentation clinique de la dyslexie est complexe, incluant de nombreux symptômes. … Chacun de ces symptômes a donné lieu à des spéculations théoriques ;
- la dyslexie est fréquemment comorbide avec d’autres troubles développementaux …[INSERM_2007 12] »

### Types de dyslexies (obsolète: voir "Recommandations de Bonne Pratique d’Évaluation, de Prévention et de Remédiation des troubles du langage écrit chez l’enfant et l’adulte. Méthode: Recommandations par Consensus Formalisé[25]")
Différentes formes de dyslexie développementale ont été décrites, elles sont diversement étudiées ou reconnues :
- la dyslexie visuelle[26] résulterait d'un déficit du système visuel au niveau attentionnel, mais il n'y a pas de consensus. Des difficultés de lecture des mots abstraits et des erreurs de type visuelles (omission, substitution, etc.) sont observées ;
- la dyslexie par négligence[27] est caractérisée par des difficultés à focaliser son attention souvent sur les lettres finales d'un mot, quel que soit le sens de lecture de la langue ;
- La dyslexie profonde[INSERM_2007 13] est caractérisée par une difficulté accrue à lire les mots exprimant des notions abstraites. Généralement associée à des déficiences intellectuelles, cette distinction n'est généralement pas jugée pertinente, ni conforme aux critères de définitions modernes de la dyslexie développementale.
- la dyslexie phonologique[28] se caractérise par une incapacité à utiliser la voie phonologique. Les mots sont difficilement analysés. Ce qui explique les difficultés à lire et orthographier les pseudo mots ainsi qu'à différencier et mémoriser les sons correspondant aux syllabes ;
- la dyslexie de surface[29] résulte d'un dysfonctionnement de la voie lexicale. Les mots irréguliers sont lus comme des mots réguliers et sont difficiles à orthographier. Il peut y avoir des erreurs visuelles comme confondre des lettres proches graphiquement « d » et « b » ;
- la dyslexie mixte[30] résulte d'un dysfonctionnement qui concerne la voie phonologique et la voie lexicale à des degrés différents. Des troubles de la mémoire à court terme lui sont associés avec la présence de troubles du langage.

## Mécanismes
Des chercheurs ont identifié des corrélations entre la dyslexie et des mécanismes divers, allant du linguistique au biologique, en passant par tout ce qui intervient entre le langage et son traitement par le cerveau.

Cartographie non-exhaustive des types de dyslexies développementales selon Dr. N. Friedmann. À chaque perturbation sur les voies visuelles, phonologiques, lexicales ou sémantiques, symbolisées par les croix rouges, correspondrait un type de dyslexie. (Vous êtes invitez à zoomer sur le fichier svg).

S'il n'existe pas de consensus sur ce que pourrait être une éventuelle cause de la dyslexie, il en existe sur l’existence de singularités dans le fonctionnement des dyslexiques observées par l'imagerie cérébrale ainsi que sur la présence de facteurs aggravants identifiés statistiquement.
Ainsi depuis Helmer Myklebust en 1965, des chercheurs et chercheuses caractérisent des types et sous-types de dyslexies. Telle est le cas de Naama Friedmann qui propose sur la base d'un modèle de la lecture d'un mot isolé, 19 types de dyslexies développementales,:
- Agnosie visuelle des lettres
- Dyslexie d'identification des lettres[34]
- Dyslexie de positionnement des lettres[35]
- Dyslexie de la sortie visuelle[36]
- Dyslexie du tampon d'entrée graphémique
- Dyslexie de négligence -mot[37]
- Dyslexie de négligence -texte[38]
- Dyslexie attentionnelle
- Dyslexie de surface[39] :
  - de sortie lexicale
  - inter-lexicale
  - phono-lexicale
- Dyslexie des voyelles[40]
- Dyslexie phonologique : conversion
- Dyslexie du tampon phonologique
- Dyzlegzie
- Dyslexie profonde (3 types)
- Dyslexie directe (Hyperlexie).

### Cognition du verbal

Schéma de correspondance entre des mots anglais écrits (graphème) le son associé aux voyelles (phonème). Comme le français, l'anglais n'est pas une langue transparente donc il n'y a pas de logique globale et réversible ce qui est un facteur aggravant du handicap dyslexique.

Divers travaux neuro-scientifiques récents associent le trouble dyslexique à l'association des systèmes sensoriels visuel et auditif. De ce point de vue, la difficulté réside dans la nécessité d'intégrer des données globalement paradoxales lorsqu'elles sont traitées conjointement sur ces deux plans. Par exemple « a + e + u », l'« eau » se prononce « o » ; l'exception détruit la règle globale de correspondance. Si l'identification du signe linguistique renvoie autant au son/a/ qu'à la lettre « a » alors le mot « eau » perturbe cet apprentissage.
Les aires cérébrales verbales du cerveau, situées à gauche, ont plutôt tendance à indexer chaque nouvelle donnée indépendamment les unes des autres, elles ne sont donc pas sensibles aux incohérences globales des signes linguistiques. On retrouve bien à l'imagerie cérébrale une moindre activation des parties verbales du cerveau chez les enfants dyslexiques, mais aussi une suractivation d'autres aires, comme leurs symétriques dans le cerveau droit.
On observe ainsi un traitement cérébral non pas moindre mais autre, inapproprié aux singularités linguistiques des langues contenant des paradoxes dans les correspondances visuelle et auditive, ce qui rejoint les déductions faites à partir de la linguistique.

### Linguistique
Le fonctionnement neurologique associé à la dyslexie a un caractère universel, avec un même pourcentage de personnes concernées quelle que soit la langue d'origine de l'individu. Par contre le degré de sévérité du trouble de l'apprentissage et le pourcentage de diagnostic de dyslexie est fortement lié à la langue utilisée en fonction de la différence qu'il peut y avoir dans cette langue entre la forme écrite (le graphème) et la forme sonore (le phonème).
Divers travaux ont démontré la moins grande fréquence du diagnostic de dyslexie dans les pays utilisant une « langue transparente » (comme l'italien, l'espagnol, ou encore l'allemand) par rapport à ceux utilisant une « langue opaque » (comme l'anglais).
La langue française occuperait à cet égard une position intermédiaire, liée à une forte opacité dans le sens oral écrit (par exemple prédire l'orthographe d'un mot se terminant par le son « o ») alors que dans l'autre sens (prédire la prononciation d'une forme orthographique), il y a moins de variabilité, donc moins de difficultés (hormis les mots dits irréguliers comme « femme », « monsieur », « fusil », « baptême »…). De tels mots irréguliers sont très rares (voire inexistants) en espagnol, par exemple, alors qu'ils sont très fréquents en anglais, où il existe par ailleurs une grande variabilité, dans l'autre sens, des règles de conversion grapho-phonémique (par exemple le nombre important de prononciations de la désinence ough, qui, selon le mot dans lequel elle est utilisée, peut se prononcer de quatre ou cinq façons différentes). [réf. nécessaire]
En ce qui concerne les langues asiatiques (de type logographique), un dyslexique japonais ("prononçant" des kanji) aurait moins de difficultés à lire qu'un dyslexique français. Car les Kanji sont des signes à valeur sémantique alors que le français est composé de lettres alphabétiques à valeur phonologique et orthographique. Cela se traduit au niveau anatomique par des différences d'activations cérébrales.
Quelle que soit la langue parlée, le caractère imaginable d'un mot est un facteur qui peut jouer en faveur des personnes dyslexiques. Un mot qui peut être rattaché à un élément concret sera plus facilement lu qu'un mot qui renvoie à une abstraction, ce qui renvoie encore à la notion de traitement plus global, ou diffus.

### Neurologie

Lors du traitement verbal, les lobes pariétaux du cerveau (représenté ci-dessus) sont relativement moins activés dans le cerveau gauche des dyslexiques, mais plus activés dans leur cerveau droit.

Un fonctionnement neurologique spécifique associé à la dyslexie est mis en évidence, ce qui fait dire à certains qu'il y a bien une « biologie de la dyslexie », sous entendu un rapport aux mécanismes fonctionnels du corps.
Un lien avec la latéralisation cérébrale a été suspecté de longue date et plus récemment mis en évidence grâce à l'électroencéphalogramme : dans une activité de langage, et par rapport à la norme, les dyslexiques ont de façon quasi systématique une activité réduite du lobe pariétal gauche et une activité plus importante du lobe droit.
Un défaut de fonctionnement des aires verbales du cerveau situé dans le cerveau gauche, est donc recherché chez les dyslexiques. Les travaux de Galaburda et collaborateurs, aux États-Unis, ont été les premiers à mettre l'accent sur une anomalie potentielle de la maturation neuronale de ces aires, plus particulièrement un trouble des étapes précoces de leur maturation que sont la migration neuronale et la croissance axonale.
Mais les aires cérébrales négligées par les dyslexiques peuvent aussi être réactivées par la rééducation, car le fonctionnement cérébral peut évoluer – on parle de plasticité neuronale. On a ainsi observé une meilleure activation des aires cérébrales du verbal, comme le cortex tempo-pariétal gauche, après un processus de remédiation centré sur les processus auditifs et l'entraînement au langage oral. Cette amélioration est en corrélation avec l'évolution des capacités relatives au langage,.
Le laboratoire de psychologie et neurocognition de Grenoble, en France, (Dr Sylviane Valdois) propose en 2007 d'explorer une « hypothèse complémentaire selon laquelle un bon nombre des dyslexies seraient dues à des troubles d'ordre visuel ». Les personnes qui seraient touchées par cette forme de dyslexie n'auraient pas la faculté d'identifier simultanément le même nombre de lettres que les personnes non atteintes.
Une autre approche consiste à rechercher ces anomalies chez des enfants avant même l'apprentissage de la lecture, en comparant par exemple des enfants génétiquement à risque de dyslexie (par la présence de cas dans leur famille) à ceux n'en possédant pas. (Voir partie suivante)
Le groupe de recherche d'Anne-Lise Giraud explore les bases neurales du langage (plus particulièrement la parole et ses pathologies), au moyen de l’électrophysiologie humaine et des neurosciences computationnelles. Le groupe mène des recherches sur les traitements possibles de la dyslexie. La publication la plus influente concerne le rôle des oscillations neuronales dans le traitement dynamique de la parole et les conséquences de leurs anomalies dans la dyslexie et l'autisme.

### Génétique
L'implication de la génétique est induite par plusieurs données : 70 % des dyslexiques ont des antécédents familiaux[réf. nécessaire]et la dyslexie touche majoritairement des garçons (trois fois plus que de filles). [source insuffisante]
Plusieurs équipes scientifiques ont affirmé avoir découvert « le gène de la dyslexie ». En réalité, ils n'ont pas identifié un, mais plusieurs gènes différents (quatre en 2006)[réf. incomplète], tous impliqués dans un même mécanisme : la migration neuronale, c'est-à-dire la méthode par laquelle les neurones voyagent de leur lieu de naissance à leur position finale dans le cerveau. Elle se déroule pendant le développement de l'embryon. À ce stade, il y aurait un défaut dans la migration des cellules neuronales. La cause serait une inactivation anormale de certains gènes se situant sur le chromosome 6, se traduisant au niveau cellulaire par un regroupement atypique de cellules neuronales dans la région superficielle du lobe temporal et préfrontal gauche. Cela aurait des conséquences sur les fonctions du langage.
Un projet de recherche a été lancé en septembre 2006 pour trouver des réponses sur ce sujet. Les participants sont l'INSERM, le CNRS et l'institut Pasteur. Nommé Genedys, il fait partie du projet à l'échelle européenne Neurodys.

### Orientation

#### Lacune…
La rotation mentale est un processus qui permet de faire pivoter mentalement l'image d'un objet ou d'une lettre, dans des directions différentes de l'espace (bi-dimensionnel et tri-dimensionnel). Une défaillance au niveau de ce processus chez les dyslexiques entraînerait une incapacité à reconnaître une lettre normale d'une lettre en miroir. Ce qui entraînerait des difficultés dans la correspondance graphèmes en phonèmes. Les études actuelles s'intéressent à l'hypothèse d'un déficit cérébelleux qui serait à l'origine d'un déficit dans la rotation mentale.

#### … ou différence
L'hypothèse inverse est faite par Ronald Dell Davis, dyslexique lui-même, qui explique une hyper capacité à la circulation mentale dans l'espace, efficace pour les objets mais qui crée de la désorientation relativement aux symboles (dont les mots) qui ne sont pas relatifs à l'espace mais à une subjectivité collective. Cette absence de relativité à l'espace désoriente et donne une impression de « mal de mer » voire des nausées, compensées par le mouvement (se lever, taper du pied, etc.). La cause serait ainsi le traitement du verbal – qui renvoie implicitement à sa propre unité – par d'autres zones cérébrales qui n'indexent pas ainsi[pas clair], on parle par exemple de pensée visuelle ou du cerveau droit entre autres.
Pour résoudre ce problème, Ronald Dell Davis défend une solution qu'il prétend particulièrement efficace : utiliser la subjectivité spatiale. Sa méthode consiste à demander au dyslexique de circuler en pensée dans l'espace réel qui l'entoure, comme une caméra extérieure à lui-même, puis de revenir se placer au niveau de sa propre tête. Il recrée ainsi en représentation visuelle la subjectivité implicite des logiques verbales rarement explicitée, mais indispensable pour définir ce qui est juste. Le sens de la lettre, la notion de direction (haut, bas, gauche, droite…), de présent ou de passé, et bien d'autres choses qui posent typiquement problème aux dyslexiques, reposent sur ce positionnement qui reste une précision inutile pour la pensée verbale.
Il présente ainsi la dyslexie comme un possible effet secondaire[De quoi ?] au même titre que l'hyperactivité et les autres « dys- » (dysgraphie, dyscalculie, etc.).

### Psychanalyse
La psychanalyse (et certaines psychologies cliniques qui s'en inspirent) propose d'autres voies de compréhension liées à l'affect. Françoise Dolto rapporte un exemple de dyslexie acquise collective lors de l'évacuation des jeunes Parisiens, loin de la capitale, avec leurs institutrices. L'explication proposée plus tard par Guy Rosolato ou Gérard Haddad sera une difficulté dans la structuration psychique et en particulier dans les images d'identification parentale. Celle-ci exprimerait un dysfonctionnement entre identité sexuelle, organisation de la personnalité et signifiants symboliques.
Selon cette approche, le symbole demanderait, pour être facilement assimilé, d'avoir une construction psychologique proche de celle qui l'a engendré. Il serait lié à une représentation subjective du monde en général, et donc du schéma familial constitutif en particulier. Toutefois, la grande majorité des chercheurs[Qui ?] sont d'accord pour reconnaître que ce type de mécanisme à l'origine de troubles de la lecture est véritablement exceptionnel, et que rien n'indique que la nature de la difficulté observée puisse ressembler à une dyslexie habituelle. Du reste, la récupération brutale, « quasi-miraculeuse », des facultés de lecture lors de troubles psycho-affectifs, les distingue bien d'une « vraie dyslexie » qui ne peut s'améliorer que sous l'effet d'une rééducation souvent longue de plusieurs années.

### Anatomie de la fovéa
Le 18 octobre 2017, deux chercheurs français, Guy Ropars et Albert Le Floch, pensent avoir trouvé une cause anatomique potentielle de la dyslexie au niveau de la fovéa dont la forme serait symétrique entre les deux yeux chez les personnes dyslexiques,,. Chez les sujets du groupe contrôle (les « non dyslexiques »), l'asymétrie évite le phénomène de confusion des « images-miroirs » retrouvé dans la dyslexie. À la lumière de ces découvertes, les conséquences de la dyslexie pourraient être améliorées grâce à « une sorte de lampe stroboscopique à LED » à utiliser pendant la lecture, et une nouvelle méthode « relativement simple » de diagnostic envisagée. Aucune étude clinique sur l'efficacité de cette méthode n'a cependant été encore publiée. De plus, des soucis sérieux de méthodologie ont été soulevés : manque de contrôle de la dyslexie des sujets, biais de confirmation induit par absence d'experience en aveugle, manque de clarté du protocole expérimental, surinterprétation des résultats et potentiels conflits d'interêts.

### Dysperception proprioceptive
Une approche de la dyslexie, encore marginale, considère que l’origine de la dyslexie est une dysperception proprioceptive. Elle fait l’objet de recherches en France au sein de l'INSERM depuis plusieurs années, emmenées par le Dr Patrick Quercia. Dans cette approche, il ne faut pas se limiter à une rééducation orthophonique, la dyslexie n’étant qu’un symptôme d’un ensemble dysfonctionnel plus vaste, mais proposer une correction globale de la dysproprioception. Dans ce but, il est proposé aux enfants dyslexiques : 1/ des verres de lunettes avec prismes, pour réguler la tension des muscles oculomoteurs, 2/ des ALPH (petites surépaisseurs de résine colées sur les dents) pour améliorer la proprioception de la bouche, 3/ le port de semelles proprioceptives (dites posturales) pour mieux contrôler l’équilibre musculaire postural, 4/ des exercices respiratoires portant essentiellement sur la récupération d’une bonne respiration abdominale, 5/ le maintien de bonnes positions pour le travail scolaire et l'endormissement,,. Il est toujours recommandé d’associer à cette prise en charge une rééducation orthophonique. Ce traitement proprioceptif de la dyslexie a été souvent décrié et plus souvent encore ignoré par la communauté scientifique.
En 2016, l'INSERM a évalué l'efficacité et la dangerosité du traitement proprioceptif de la dyslexie. Bien qu’ils y évoquent « des témoignages de succès du traitement », les auteurs du rapport ont conclu qu’en raison de travaux de recherche encore insuffisants « à ce jour, les données scientifiques disponibles ne permettent pas de conclure à l’efficacité du traitement proprioceptif dans la prise en charge de la dyslexie », mais « les données de sécurité étant rassurantes il n’y a pas d’éléments pour contre-indiquer le recours à cette prise en charge si elle est souhaitée ». Ils ont néanmoins constaté une aggravation des troubles de la lecture dans 10% des cas dans une des premières études, mais ont souligné qu'elle pouvait être due à l'évolution naturelle de la dyslexie. Ce rapport a recommandé la poursuite des recherches, ajoutant que ce défi concernait aussi la rééducation orthophonique, les méthodes traditionnelles de rééducation étant encore insuffisamment évaluées,. En 2019, dans son magazine, l’INSERM a présenté les travaux du Dr Patrick Quercia dans la dyslexie comme un des nouveaux domaines de recherche concernant les troubles des apprentissages. En 2021, lui et son équipe de recherche ont montré pour la première fois, dans une étude publiée dans Scientific Reports, que les dyslexiques ont un trouble proprioceptif, ceci supportant le rôle causal de troubles sensoriels dans la dyslexie.
Dans une publication datant de 2024, des chercheurs du CNRS ont utilisé pour la première fois les mouvements oculaires pour valider l’amélioration des capacités de lecture d’enfants atteints de dyslexie développementale ayant bénéficié d’une rééducation orthophonique seule, ou d’une intervention proprioceptive en plus de la prise en charge orthophonique. Après neuf mois de prise en charge, seul le groupe ayant bénéficié de l’intervention proprioceptive a vu ses performances en lecture, silencieuse et à haute voix, significativement améliorées, avec des mouvements oculaires plus fluides et plus rapides, atteignant des valeurs similaires à celles des performances des normo-lecteurs. Dans ce groupe, la reconnaissance des mots écrits s’est également améliorée, ce qui indique un meilleur accès lexical. Pour les chercheurs, ces résultats montrent que l’intervention proprioceptive pourrait constituer un outil précieux pour l’amélioration de la lecture chez les enfants dyslexiques .

## Prise en charge
Pour certains « la dyslexie est un trouble développemental caractérisé par une organisation cérébrale différente, qui existe donc “dès la naissance” », mais ce qui est à soigner n'est de toute façon pas cette organisation qui ne se guérit pas (et qui n'est d'ailleurs pas nécessairement lacunaire à tout point de vue), mais le handicap à la lecture qui est susceptible d'en résulter.
Si ce trouble handicapant est diagnostiqué assez tôt, aux alentours de 7 ans avec l'apprentissage scolaire de la lecture, des méthodes adaptées au cas particulier de l'enfant sont mises en place. La prise en charge de la dyslexie se fait par l'orthophoniste, au cœur d'un parcours de soins qui peut inclure la prise en charge de problèmes sensoriels, moteurs, psychologiques ou neurologiques, le tout en lien avec les enseignants de l'enfant.

### Orthophonie
La rééducation de type orthophonique est au cœur de la prise en charge de la dyslexie car elle repose sur des principes généraux issus des connaissances scientifiques acquises et validées au cours des dernières années. Les caractéristiques principales de la rééducation orthophonique de la dyslexie sont :
- l’entraînement des capacités phonologiques de l’enfant ;
- la rééducation de la lecture avec des méthodes souvent différentes de celles possibles en classe ;
- la mise en place de stratégies de compensation pour permettre à l’enfant de contourner les déficits identifiés.

### Rééducation et traitement ciblés
Le bilan pluridisciplinaire peut permettre d'identifier des causes diverses qui peuvent être à traiter directement, en parallèle à la rééducation orthophonique. Ces traitements ciblés d'une difficulté identifiée ne sont donc pas applicables à chaque enfant dyslexique. On trouve ainsi présentés de façon non exhaustive :
- Rééducation auditive : traitement auditif temporel, méthode Tomatis, sémiophonie[84] (ou méthode lexiphone)
- Rééducation visuelle : occlusion d’un œil, lentilles ou lunettes et transparents teintés, stimulation hémisphérique spécifique, rééducation audiovisuelle non linguistique
- Rééducations psychomotrices : coordinations/dissociations, équilibre, latéralité, proprioception, graphisme, organisation spatio-temporelle, fonctions exécutives, attentions
- Traitements médicamenteux ou nutritifs : méthylphénidate, antihistaminiques, Piracétam, acides gras polyinsaturés
- Psychothérapie, par exemple en cas de trouble anxieux.
- Logiciels adaptés aux « dys » : tels que Médialexie, ClaroRead, Antidote…

La rééducation motrice est souvent citée par les divers biais de la psychomotricité (posture, graphisme), en orthoptie, en ergothérapie (adaptations à l'école, logiciels informatiques de prédictions). Une explication est proposée par la méthode Padovan, s'inspirant des travaux de Rudolf Steiner, fondateur de l’anthroposophie, une pseudoscience qui reprend le « développement (karmique) de l'individu », depuis ses premières acquisitions motrices (marche), pour l'amener vers le langage, puis la pensée. Il est alors question de posturologie (rétine, labyrinthe et vestibule, récepteurs, musculaires, articulaires, capteurs plantaires…) qui informent en permanence le système nerveux central, du degré de contraction musculaire, de la position des différents segments corporels et de la position des objets dans l’environnement. Cet angle permet de proposer différentes approches que certains plébiscitent, et que d'autres craignent.
En effet une myriade de solutions sont ainsi proposées, et Franck Ramus souligne que « la dyslexie est un vaste marché : beaucoup de “solutions”, voire des remèdes miracles, sont vendus aux parents de dyslexiques, aux orthophonistes et aux ophtalmologues […] Tous ces traitements doivent être considérés avec la plus grande prudence. Les traitements et méthodes de rééducation pour la dyslexie devraient idéalement être évalués avec autant de rigueur scientifique que les traitements médicamenteux proposés pour toute maladie. Malheureusement, les traitements non médicamenteux ne nécessitent pas d’autorisation de mise sur le marché. C’est ce vide juridique qui permet la prolifération de méthodes à l’efficacité non prouvée ».

## Enseignement
Selon l’enquête menée par Gilles et al. (2008), un bon nombre des enseignants interrogés sont démunis face au concept de la dyslexie.
Ci-dessous sont proposés des outils (notamment numériques) pour les enseignants à destination des élèves dyslexiques.

### Aménagements
Ci-dessous se trouve une liste non-exhaustive d’aménagements à destination des élèves souffrant de dyslexie que les enseignants peuvent mettre en place. Le format standard du livre numérique FROG, conçu pour réduire les difficultés de lecture des dyslexiques, intègre ces aménagements.

#### Mise en forme des supports pédagogiques
- Interligne plus large
- Choix d'une police unique et adaptée
- Aération des informations
- Document dactylographiés plutôt que manuscrits
- Couleurs
- Une consigne à la fois[89]

#### Organisation spatiale et matérielle
- Place fixe et stratégique de l'élève en classe
- Temps supplémentaire
- Vérification des classeurs et des notes
- Présentation claire et précises des objectifs[89]
- Utilisation d'un ordinateur avec un logiciel de speech-to-text
- Aide-mémoire
- Livres audio
- Logiciels de lecture et d'écriture[90]

### Outils de différenciation
Des outils numériques comme Ordyslexie permettent d'aider les enfants atteints de dyslexie.
Le projet Mobidys propose des livres numériques ou livres enrichis adaptés aux lecteurs dyslexiques qui permettent de soulager l’effort du décodage par de nombreux moyens tels que le choix et la taille de la police, la mise en couleur de syllabes, l’aération du texte, le choix de la couleur du fond, une assistance audio, etc. Mobidys a créé le format numérique FROG, une version de livre numérique accessible aux DYS offrant une série de fonctionnalités d’aide.
GraphoGame est un outil d’entrainement à la lecture. Celui-ci présente à l'apprenant, de manière synchrone et répétée, des unités linguistiques de diverses tailles telles que les phonèmes, syllabes, mots, phrases, etc. accompagnés de stimuli auditifs et visuels. Plus précisément, ce logiciel privilégie le principe de répétition visant à soulager l’apprentissage du codage de l'écriture et l’automatisation du traitement orthographique et phonologique.
Poppins est un dispositif médical prenant la forme d'un jeu vidéo musical destiné à améliorer la lecture des enfants dyslexiques. Développé dans le cadre d'études scientifiques, le fonctionnement de Poppins se base sur des modèles postulant que les déficits temporels, notamment dans la capacité à traiter les séquences auditives prédictibles seraient une cause majeure des difficultés de lecture et de traitement phonologique observées chez ces patients. L'utilisation de Poppins est recommandée comme relai à domicile d'une prise en charge orthophonique,.

## Histoire
La première distinction du trouble est faite en Allemagne par Oswald Berkhan en 1881[source insuffisante]. Cet ophtalmologiste désigne alors des difficultés pour de jeunes garçons face à la lecture et l'écriture en l'absence d'altération des autres capacités. Le terme dyslexie n'a été appliqué à cette identification que 6 ans plus tard par Rudolf Berlin.
C'est ensuite un médecin anglais, W. Pringle Morgan, qui publie en 1896 la description d'un trouble spécifique de la lecture dans un article du British Medical Journal intitulé « Congenital word blindness » (La cécité congénitale du mot).
Ce sera aussi le titre d'un ouvrage de l'ophtalmologiste James Hinshelwood sur le même sujet paru en 1917 après la publication de nombreux articles autour des années 1900.
En 1929, Samuel T. Orton, un neurologue qui étudie principalement les victimes d'accident vasculaire cérébral, découvre le cas d'une perte de la capacité de lire. On connaissait déjà depuis une cinquantaine d'années la perte de la capacité de parler, ou aphasie, décrite par Paul Broca, mais Orton se met à étudier les difficultés liées plus spécifiquement à la lecture, et il découvre un syndrome qui n'est pas lié à des dommages cérébraux. Il le nomme « strephosymbolia », ce qui signifie « signes tordus », et il l'associe à la difficulté d'associer des signes sous leur forme visuelle et sous leur forme parlée. Il précise que ce déficit n'est pas strictement lié à un déficit visuel.
Il estime que ce trouble est lié à l'asymétrie cérébrale, et causé par l'échec de l'établissement d'une position dominante (d'un hémisphère cérébral sur l'autre).
Il a également fait observer qu'il a majoritairement eu affaire à des gauchers ou des ambidextres (prédominance difficile à généraliser).
Il fut aussi influencé par les travaux de kinesthésie de Helen Keller et Grace Fernald dans sa recherche d'un moyen d'enseigner la lecture en utilisant à la fois les fonctions cérébrales du « cerveau gauche » et du « cerveau droit ».
Orton a ensuite travaillé avec la psychologue Anna Gillingham à l'établissement d'un modèle éducatif approprié, ce qui aboutira aux premières méthodes d'éducation multi-sensorielle.
Ces dernières années, les progrès en neurosciences cognitives ont permis d'étudier les bases cérébrales de la dyslexie.

## Divers
Certains mouvements sectaires considèrent les dyslexiques comme des personnes dotées d'une intelligence et d'une maturité spirituelle supérieures, voire de pouvoirs paranormaux. Ils utilisent ainsi les difficultés rencontrées par les enfants pour séduire les parents en présentant leur situation sous un angle favorable. Il convient donc d'aborder ces approches de la dyslexie avec circonspection.
Dans le domaine informatique, on peut trouver au moins une expérience ou tentative de simulation de ce que pourrait voir une personne souffrant de dyslexie visuelle : ici un simulateur de dyslexie au cours de la lecture. Ce simulateur a été transposé en français.

## Ouvertures
Il est clairement établi que la pratique de la lecture, de l'écriture, de la mémorisation, de l'apprentissage des langues même, change le cerveau de l'enfant comme de l'adulte.
Considérant le lien entre dyslexie et neurologie, la plasticité du cerveau humain permet beaucoup d'espoirs pour les dyslexiques. De nombreuses études ont permis d'observer ce phénomène : plus les dyslexiques avancent dans leurs études, plus ils semblent aptes à gérer leurs difficultés. Ce phénomène relève d'un mécanisme neurobiologique général connu sous le terme de plasticité du cerveau.
Enfin, une solution, envisagée par les avant-gardes poétiques dans les œuvres de Lautréamont et Mallarmé, consiste à imaginer un autre langage, nouveau dans sa graphie des syllabes. Ces symboles graphiques de sons seraient plus cohérents entre l'empreinte, l'impression mentale laissée par le son et un équivalent de forme pris dans le monde, impliquant la création d'une nouvelle graphie de phonèmes en correspondance son-forme du monde. Cette théorie est un sujet de controverses chez les spécialistes.
Plus pragmatiquement, le livre audio (livre lu par un lecteur et enregistré sur différents supports) peut rendre la lecture moins contraignante pour les dyslexiques.